# 금강산의 노래
《금강산의 노래》는 조선민주주의인민공화국의 혁명가극으로, 1973년 김일성의 61회 생일 기념 작품으로 제작되어 그해 4월에 초연되었다. 
영화 《금강산처녀》를 각색하여 5대 혁명가극 중에서 마지막으로 창작된 작품이다. 과거 어느 시점의 연속적인 사건에 대해 그리고 있는 다른 작품들과는 달리, 주인공인 '황석민' 일가가 겪은 일제강점기의 비참함과 20년 후인 현재의 행복한 생활을 대비시켜 체제의 우월성을 잘 드러내고 있다. 어렵고 힘든 투쟁에 대한 묘사가 중심인 다른 작품에 비해 분위기가 더 밝고 낙관적이다.
줄거리는 일제강점기의 폭정과 가난으로 인해 헤어져 살아온 황석민 가족이 20여년이 흐른 뒤에 다시 만난다는 것이다. 주인공인 황석민은 작곡가로 설정되어 있으며, 극중 금강마을 농장원들의 공연을 위하여 〈금강산의 노래〉를 작곡하고 지도하다가 오래전 헤어졌던 처자와 만나게 된다. 평양의 모란봉극장에서 열리는 예술축전 행사에 참가하기 위해 무용과 노래를 연습하는 과정이 그려지고, 서로를 사무치게 그리워하면서도 알아보지 못하던 아버지와 딸은 모란봉극장 공연에서 극적으로 상봉한다.
이 혁명가극에 들어있는 무용인 〈사과풍년〉은 4대 혁명무용의 하나로 꼽히며, 주제곡 〈금강산의 노래〉 외에 〈경치도 좋지만 살기도 좋네〉,  〈달빛 밝은 이 밤에〉, 〈금강산에 선녀들이 내린다 하지만〉, 〈목란꽃의 노래〉 등의 삽입곡이 있다.

## 참고자료
- NK데이터베이스, 문화/예술 - 가극 작품

## 같이 보기
- 북한 영화